# Goldbacher Stollen

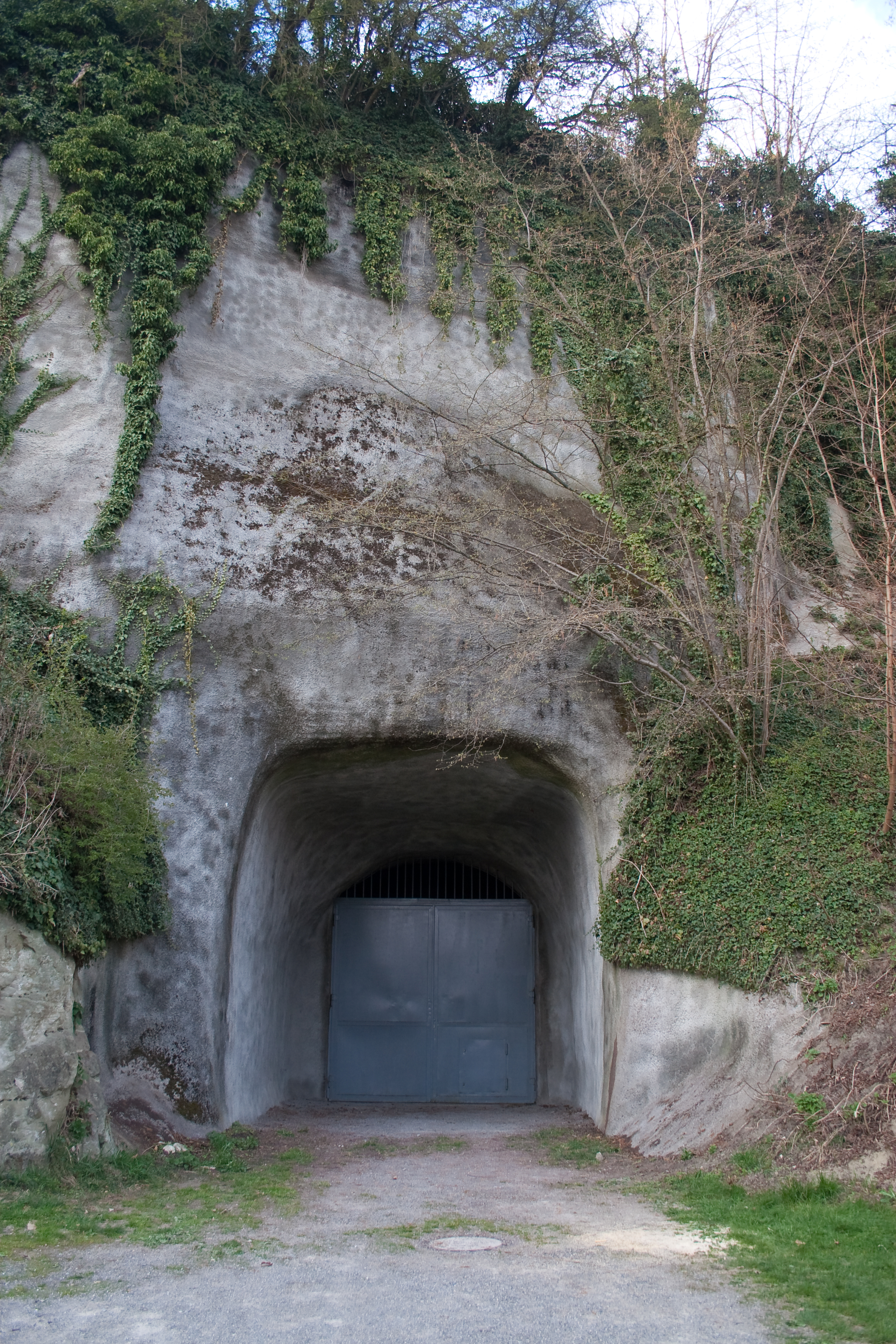
Eingang zum Goldbacher Stollen aus den 1960ern (2010)

Der Goldbacher Stollen wurde zwischen Juni 1944 und April 1945 von Häftlingen des KZ-Außenlagers Überlingen-Aufkirch in Zwangsarbeit in die Molassefels-Formation zwischen Goldbach und Überlingen am Nordufer des Überlinger Sees (Teil des Bodensees) getrieben und war zur Untertage-Verlagerung kriegswichtiger Rüstungsbetriebe aus dem ca. 35 km südöstlich am Oberseeufer gelegenen Friedrichshafen vorgesehen.

## Vorgeschichte
Als Zentrum der Rüstungsindustrie des nationalsozialistischen Deutschen Reichs war Friedrichshafen während des Zweiten Weltkrieges bevorzugtes Ziel alliierter Luftangriffe. Bis Kriegsende wurden nahezu alle Fabriken, darunter die Produktionsanlagen der Firmen Luftschiffbau Zeppelin, Maybach-Motorenbau, Zahnradfabrik Friedrichshafen und der Dornier-Werke sowie weite Teile des Friedrichshafener Stadtgebiets zerstört. Ab 1943 wurden Teile der Rüstungsproduktion dezentral in das Umland von Friedrichshafen verlagert.
Am 1. Mai 1944, drei Tage nach einem weiteren schweren Luftangriff auf Friedrichshafen, ordnete der „Jägerstab“, im Rüstungsministerium für die vermehrte Produktion von Jagdflugzeugen zuständig, den Bau von Stollen für die Friedrichshafener Unternehmen in Hohenems in Vorarlberg sowie in Überlingen an. In Überlingen standen unmittelbar an der Bahnstrecke Stahringen–Friedrichshafen Felsen aus Molasse an, einem weichen und leicht aushöhlbaren Gestein. Organisiert von der „Rüstungsinspektion Oberrhein“ starteten die Bauarbeiten Anfang Juni 1944; geplant war eine Bauzeit von 100 Tagen.

## Bau

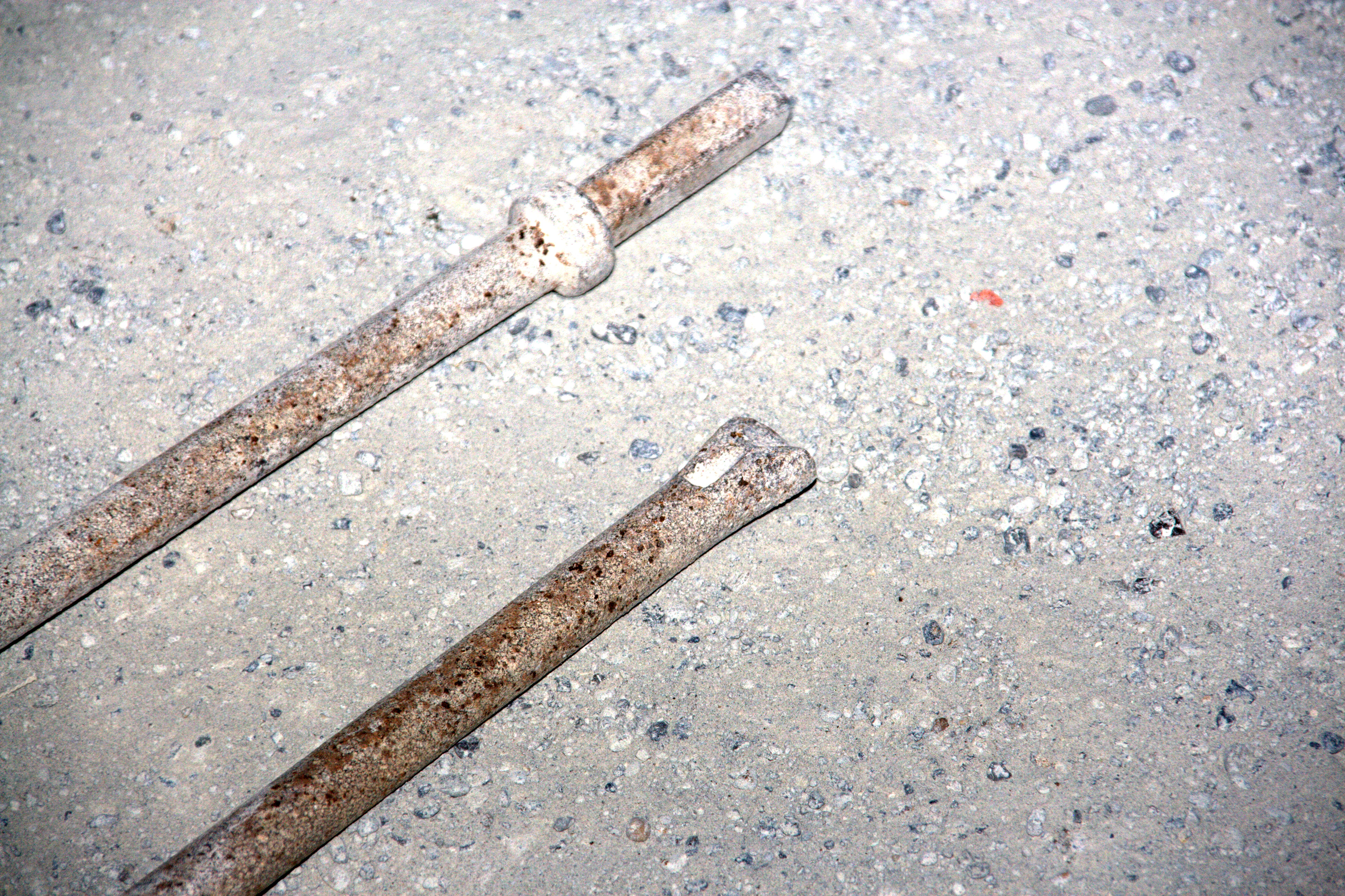
Schaft und Spitze der beim Bau verwendeten Bohrer

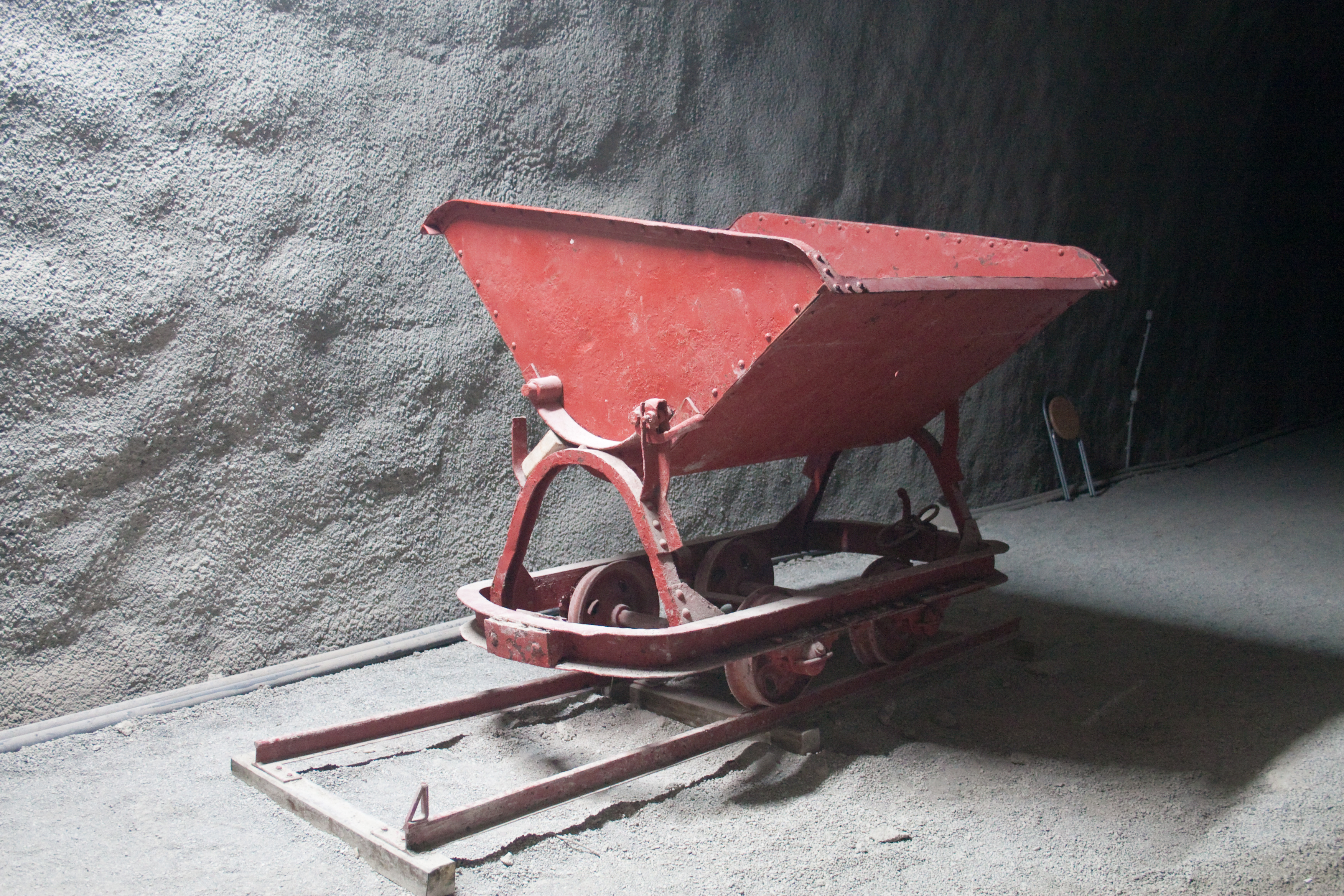
Im Stollen ausgestellte Kipplore, die zum Abtransport des Abraums diente

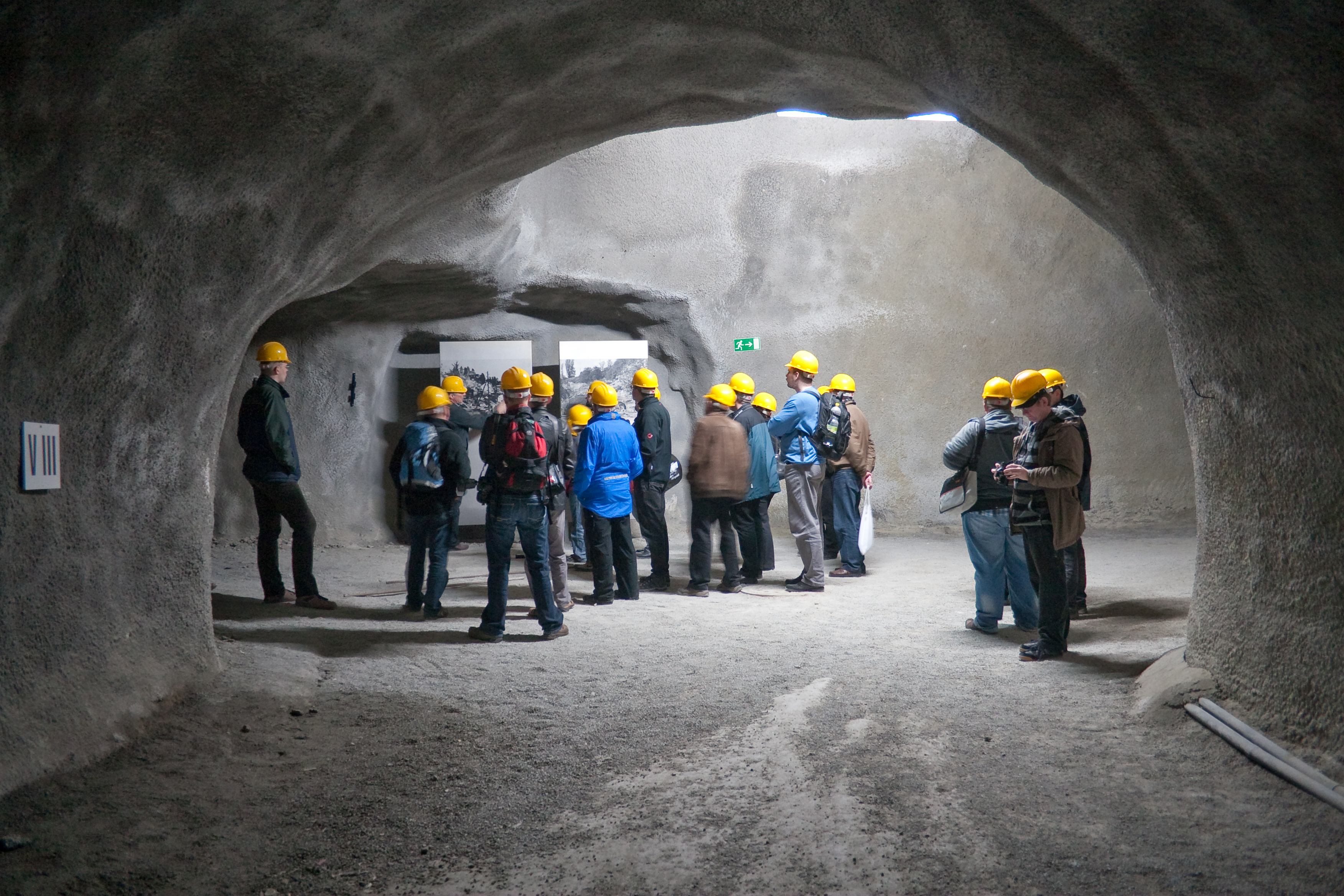
Führung im Stollen

Die Bauleitung für die Stollenanlage mit der Tarnbezeichnung „Magnesit“ hatte das Münchner Ingenieurbüro Arno Fischer inne. Bauausführendes Unternehmen war die Siemens-Bauunion aus München, die ihrerseits mehrere Subunternehmen heranzog. Kleinere Installationsarbeiten führten auch Handwerksbetriebe aus der näheren Umgebung aus. Für die Bauüberwachung war die Organisation Todt im Auftrag des Rüstungsministeriums zuständig.
Anfänglich waren im Goldbacher Stollen 100.000 m² unterirdische Fläche vorgesehen; im Herbst 1944 wurde die Fläche auf 40.000 m² reduziert, auf der die Firmen Maybach-Motorenbau, Zahnradfabrik Friedrichshafen und die Dornier-Werke produzieren sollten. Jeder Firma war ein Längsstollen zugeordnet, der mit einem Gleisanschluss ausgerüstet werden sollte.
Bis zur Einstellung der Bauarbeiten bei Kriegsende entstanden neben den Längsstollen 17 Querstollen sowie acht Zugänge bei einer Gesamtlänge von über vier Kilometern. Die Stollenbreite variiert zwischen zwei und 25 Metern, die Höhe zwischen zwei und zehn Metern; ein Teil der Kreuzungspunkte wurde hallenförmig ausgebaut. Abgesehen von einigen Fensterstollen liegt das Sohlenniveau der Stollen zwischen 399 und 402 m ü NN bei einem mittleren Bodenseewasserstand von 396 m ü NN. Das Gebiet über dem Goldbacher Stollen, das bereits vor 1944 dicht mit Wohnhäusern bebaut war, liegt zwischen 10 und 60 Meter über dem Sohlenniveau der Stollen.
Zur Beschleunigung der Bauarbeiten wurden KZ-Häftlinge eingesetzt. Das KZ-Außenlager Überlingen-Aufkirch wird erstmals am 3. September 1944 in erhaltenen Unterlagen des Stammlagers Dachau erwähnt. Durchschnittlich 700 KZ-Häftlinge waren in dem Außenlager bei Aufkirch, etwa 1,5 Kilometer vom Stollen entfernt, untergebracht. Bewacht von 25 SS-Mitgliedern unter dem Lagerkommandanten Georg Grünberg arbeiteten die Häftlinge ohne jegliche Vorkehrungen für ihren persönlichen Schutz in zwölfstündigen Schichten beim Stollenbau. Dabei waren sie sowohl beim Vortrieb mit schwerem Gerät wie Pressluftbohrern und Presslufthämmern beschäftigt als auch beim Abtransport des Abraums, der auf Kipploren geladen, an das Ufer des Bodensees gefahren und dort ausgekippt wurde. Auf der so entstandenen Aufschüttung befand sich nach dem Krieg ein Campingplatz; zur Landesgartenschau Überlingen 2021 wurde das Gelände neu gestaltet.
Parallel zum Stollenvortrieb bauten Mitarbeiter der Friedrichshafener Betriebe in den fertiggestellten Teilen der Anlage die Produktionsanlagen auf. Nach Berichten ehemaliger Mitarbeiter von Dornier war zwischen den Arbeitsbereichen der Firmenmitarbeiter und der KZ-Häftlinge eine Trennmauer mit einer Stahltür errichtet worden, die mit fortschreitendem Stollenbau versetzt wurde. Bei Sprengungen sei es den KZ-Häftlingen untersagt gewesen, sich im sicheren Bereich hinter der Trennmauer aufzuhalten, wodurch Häftlinge verletzt worden seien. Kontakte zwischen den Arbeitern und den Häftlingen seien durch die SS unterbunden worden. Einer der Häftlinge, Anton Jež, berichtete 1998 von stetigen Felsabbrüchen in der Firste der Stollen, bei denen Häftlinge getötet oder schwer verletzt wurden. Weitere Unfälle hätten sich beim Entfernen nicht explodierter Sprengladungen ereignet. Als „Glück“ für die unzureichend bekleideten und mangelhaft ernährten Häftlinge bezeichnete Jež die relativ milden Temperaturen, die im Winter im Stollen geherrscht hätten. Boris Kobe, ein slowenischer Häftling, zeichnete kurz nach Kriegsende Tarockkarten, die auch die Arbeitsbedingungen im Stollen schildern. Zu sehen sind Häftlinge, die auf dem Marsch zur Arbeit getreten und von Hunden gebissen werden, von herabgestürzten Felsen verschüttete Häftlinge, die Arbeit mit dem Presslufthammer sowie das Schieben einer Kipplore von Hand.
Die Bauarbeiten am Goldbacher Stollen wurden Mitte April 1945 eingestellt, kurz vor der Befreiung Überlingens durch die französische Armee. Die überlebenden KZ-Häftlinge wurden am 20. April in das KZ-Außenlager München-Allach evakuiert. Beim Abbruch der Bauarbeiten waren in Teilbereichen der Stollenanlage bereits Maschinen aufgestellt; vermutlich war es noch nicht zur Aufnahme der Produktion gekommen.

## Die Toten

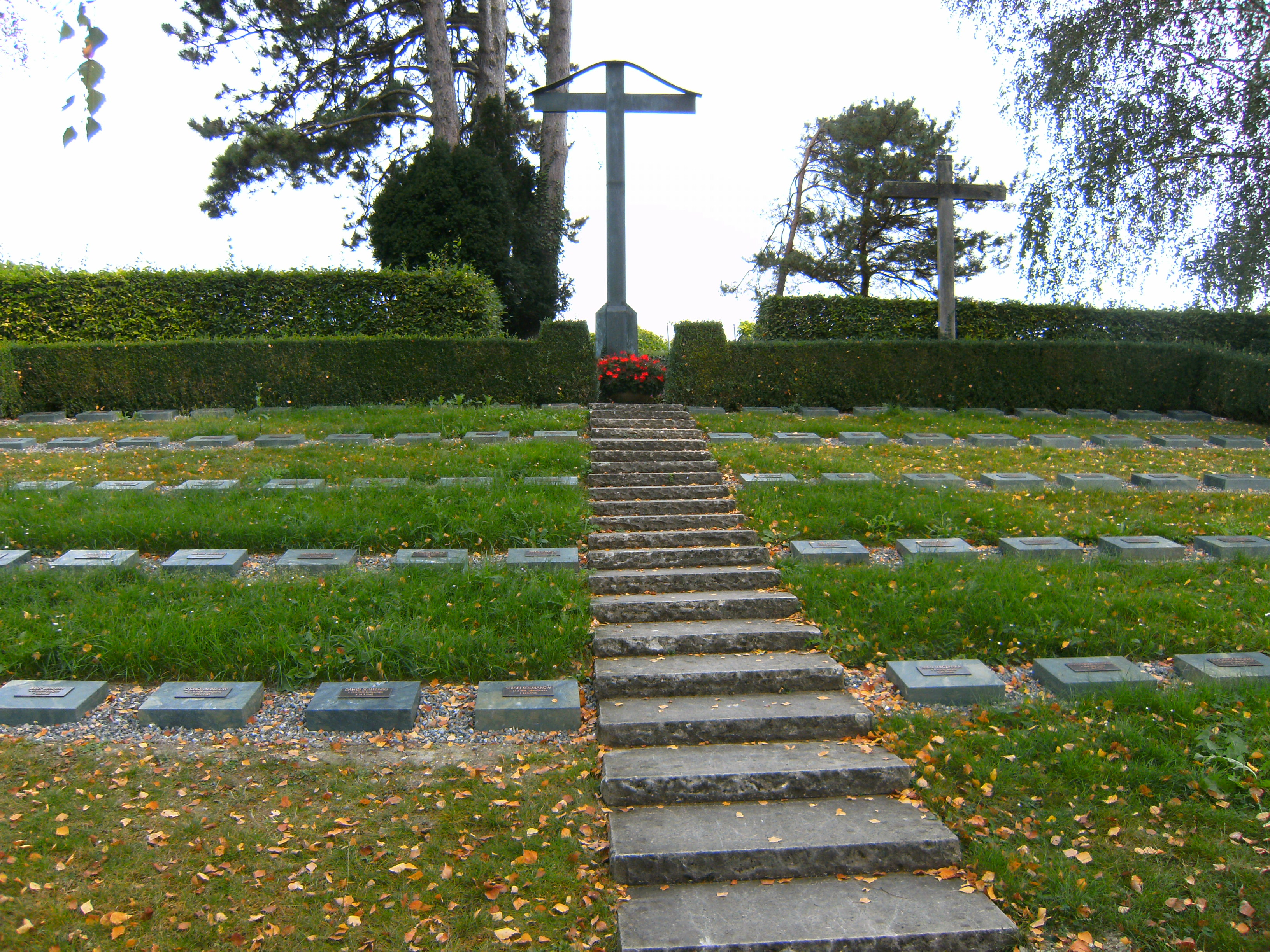
Gesamtansicht KZ-Friedhof Birnau mit zwei Hochkreuzen

Die ersten beiden Toten wurden noch auf dem Überlinger Friedhof beigesetzt. Weitere Tote kamen in das Konstanzer Krematorium. Zuletzt wurden die Toten in einem Wäldchen verscharrt.
Beim Bau des Goldbacher Stollens starben 243 KZ-Häftlinge. Wie viele davon bei – teils auch willkürlich provozierten – „Arbeitsunfällen“ ums Leben kamen, ist unbekannt; die Namen der bekannten Toten wurden von Oswald Burger dokumentiert. Die toten Häftlinge sind südöstlich von Überlingen in der Nähe der Wallfahrtskirche Birnau auf dem KZ-Friedhof Birnau  beigesetzt.

## Nachnutzung

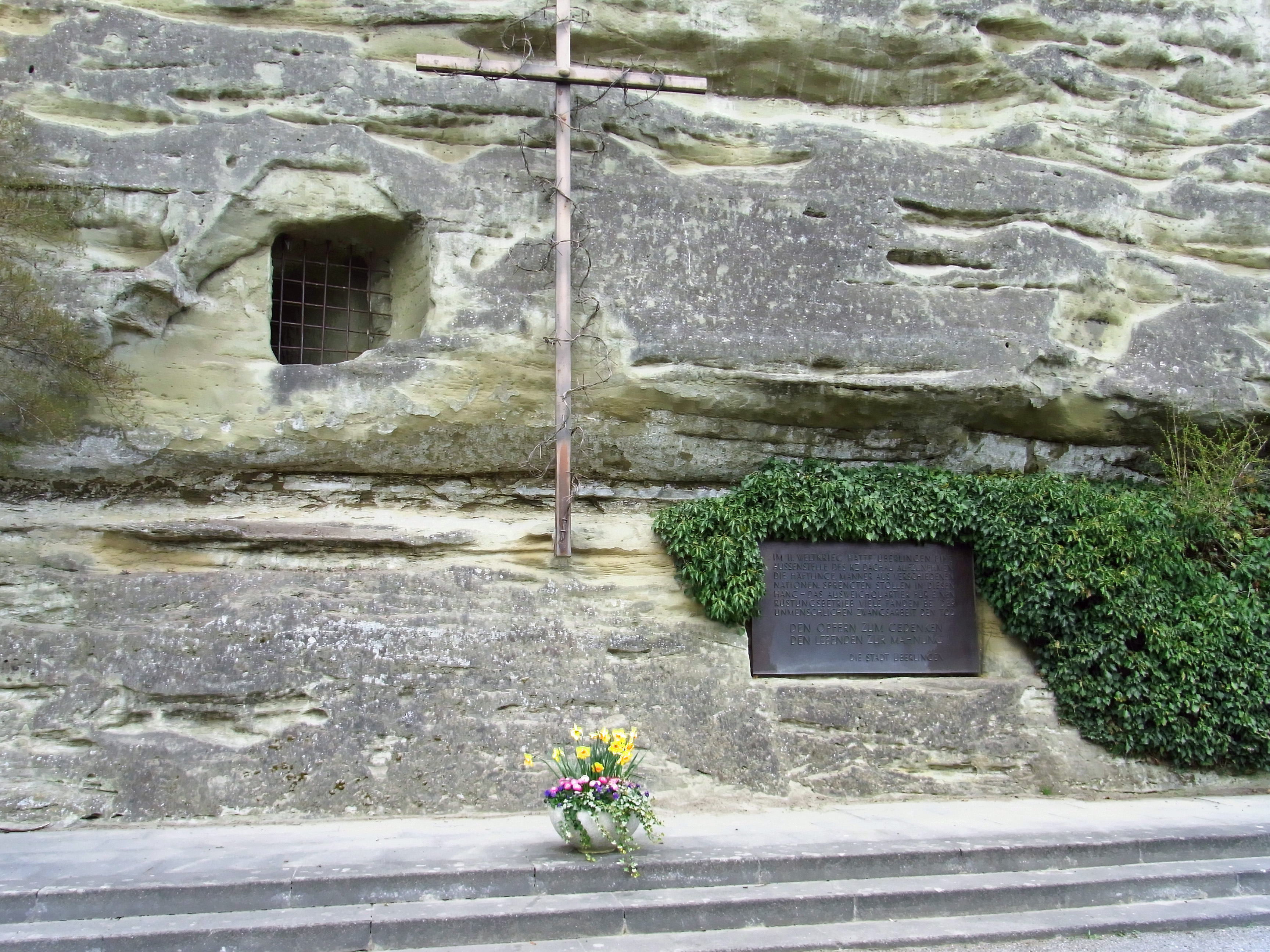
Gedenkstätte

Unmittelbar nach Kriegsende kam es im Stollen zu Plünderungen, die von den französischen Besatzungsbehörden bald unterbunden wurden. Nach der Demontage der im Stollen vorhandenen Einrichtungen ließen die Besatzungsbehörden 1947 alle Zugänge und einen Teil des Stollensystems sprengen, so dass die unterirdischen Anlagen nur noch über einen Notzugang zugänglich waren. 3,6 Kilometer blieben begehbar, davon sind 2,5 Kilometer mit Personenkraftwagen und 1,2 Kilometer mit Lastwagen befahrbar. Gemäß dem Kriegsfolgengesetz übernahm der Bund den Goldbacher Stollen, zuständig ist die Bundesvermögensverwaltung.
In den 1960er Jahren wurde eine neue Einfahrt in das Stollensystem geschaffen, um Erhaltungsarbeiten zu ermöglichen. In dieser Zeit wurde die Nutzung des Goldbacher Stollens als Luftschutzraum diskutiert. Zwischen 1983 und 1989 ließ die Bundesvermögensverwaltung umfangreiche Sanierungsarbeiten durchführen, bei der die bislang ungesicherten Oberflächen mit Spritzbeton versehen wurden.
Die Stollen werden heute als Winterquartier für bis zu 300 Wohnwagen und Boote genutzt; eine Nutzung, die 1994 kontroverse Diskussionen in Überlingen auslöste. Ehemalige Häftlinge zeigten sich bei Besuchen vor Ort mit der Nutzung einverstanden.
Zudem wurde der Stollen nach der Flugzeugkollision von Überlingen im Juli 2002 genutzt, um die geborgenen Leichenteile der 71 Opfer während der Identifizierung gekühlt lagern und so den Verwesungsprozess verlangsamen zu können.
Am 8. Mai 2005 fand im Stollen anlässlich des 60. Jahrestages der Befreiung der Häftlinge ein Konzert des lettischen Staatschors unter der Leitung von Māris Sirmais mit Werken von Górecki im Rahmen des 17. Bodenseefestivals statt.
Auf der mit dem Abraum am Bodenseeufer entstandenen Aufschüttung befand sich nach dem Krieg lange ein Campingplatz; nach seiner Auflösung wurde auf der Aufschüttung zwischen der Sylvesterkapelle (Goldbach) und Richtung Überlingen bis kurz vor dem Bahnhof Überlingen Therme (davor „Bahnhof West“) der „Uferpark“ der Landesgartenschau Überlingen 2020/21 (LGS) angelegt.

## Gedenken

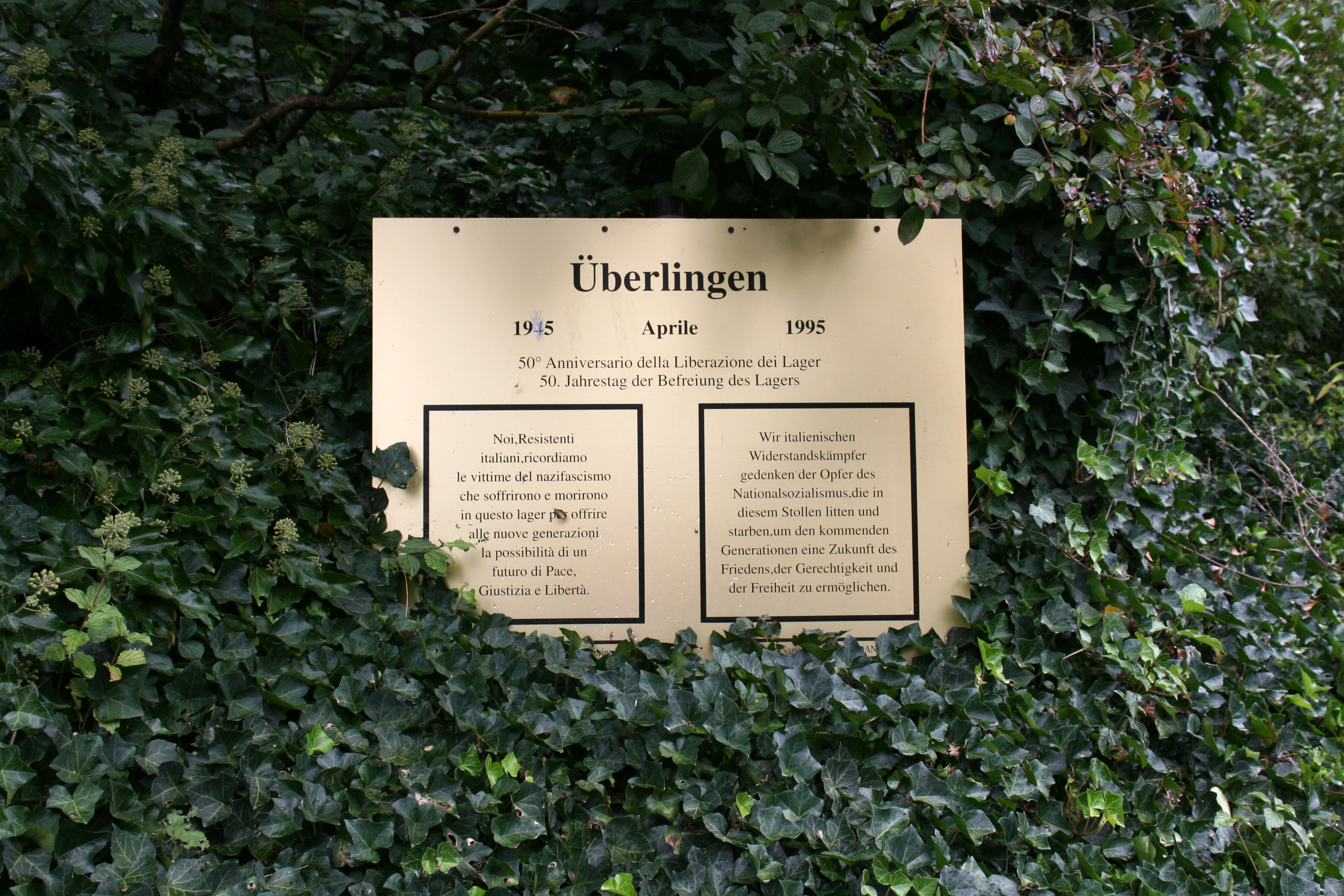
Gedenktafel zum 50. Jahrestag der Befreiung des KZ-Außenlagers Aufkirch (April 1995)

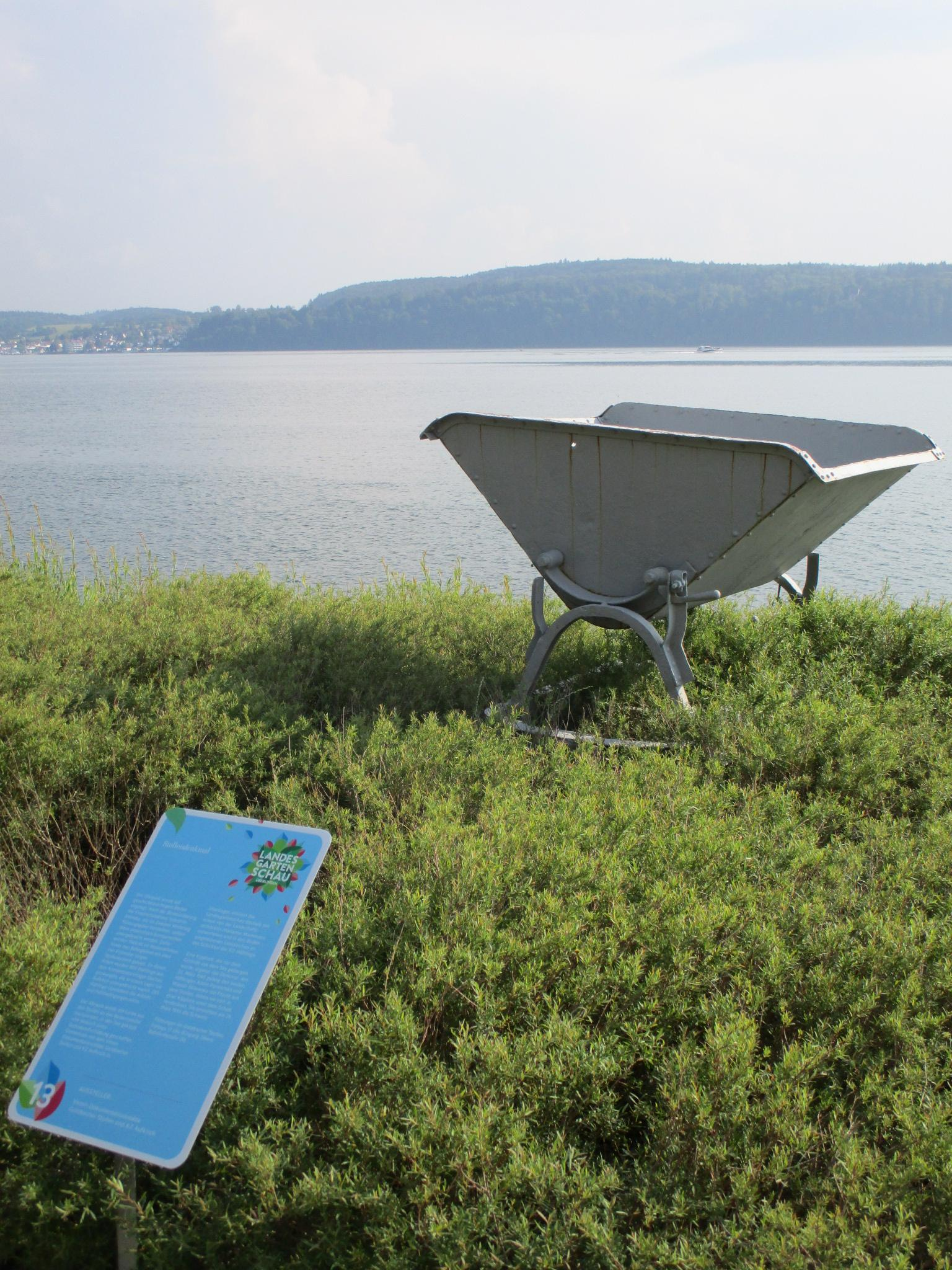
„Lesezeichen“ auf der Landesgartenschau Überlingen 2021 mit Infotafel; im Hintergrund der Bodanrück mit Dingelsdorf, Blickrichtung Süden

Seit 1981 finden regelmäßig Führungen in der Stollenanlage statt, in der sich seit 1996 auch eine Dokumentationsstätte befindet.
1984 errichtete die Stadt Überlingen am Eingang zur Stollenanlage eine Gedenkstätte, bestehend aus einem mit Stacheldraht „bekränzten“ Kreuz und einer Gedenktafel.
Zur LGS 2021 wurde von den Veranstaltern zusammen mit dem Verein Dokumentationsstätte Goldbacher Stollen und KZ Aufkirch auf der Höhe des Stollens auf dem neu gestalteten Gelände ein von der Landschaftsarchitektin Marianne Mommsen entworfenes „Lesezeichen“ in Form einer aus dem See geborgenen Kipplore auf zwei Schienen aufgestellt.

## Filme
- Medienwerkstatt Freiburg: Unter Deutschlands Erde; Video, Freiburg im Breisgau 1983
- Stephan Kern, Jürgen Weber: Wie Dachau an den See kam … Video, Querblick Medien- und Verlagswerkstatt, Konstanz 1995, ISBN 3-9804449-1-0